# Subtitle Edit
Subtitle Edit (також SE) — безкоштовна програма з відкритим вихідним кодом для створення, редагування, налаштування й синхронізації субтитрів до відео. Створена розробником програмного забезпечення Ніколаєм Лінге Олссоном (Nikolaj Lynge Olsson).

## Властивості
Subtitle Edit підтримує понад 300 форматів субтитрів, зокрема SubRip (SRT), Advanced Sub Station Alpha (ASS), Timed text, DFXP (стандарти Netflix), ITT (iTunes), SubStation Alpha, MicroDVD, SAMI, D-Cinema і BdSub. Для відтворення відео використовується медіаплеєр VLC, MPC-HC, Mpv або DirectShow.
Subtitle Edit локалізована 34 мовами і працює на Windows та Linux.
Програма дає можливість синхронізувати, розпізнавати, розділяти й об'єднувати субтитри, а також конвертувати субтитри між різними форматами. Підтримує переклад іншомовного контенту (за допомогою Перекладача Google, Bing Microsoft translator або Facebook's NLLB (No Language Left Behind).), а також перевірку правопису за допомогою словників Hunspell і копіювання субтитрів з DVD-дисків. Користувач також може застосовувати прості ефекти до тексту.

## Розробка
У 2001 році Ніколай Лінге Олссон розпочав розробку редактора субтитрів у мові програмування Delphi. Розробка тривала до квітня 2009 року. 6 березня 2009 року було випущено версію 2.0 Beta 1 (збірка 42401).
Згодом до розробки SE долучилося більше розробників, і вона досі активна. Код програми розміщений на GitHub.
17 травня 2011 року розробник анонсував тестову версію SE 3.2 для Linux. Вона використовує той самий вихідний код, що був розроблений для Windows, для реалізації його на Linux за допомогою Mono.
17 жовтня 2011 року розробник оголосив про доступність стабільної версії для Linux і заявив, що вона добре працює на Ubuntu.